# Лозі

Прапор лозі

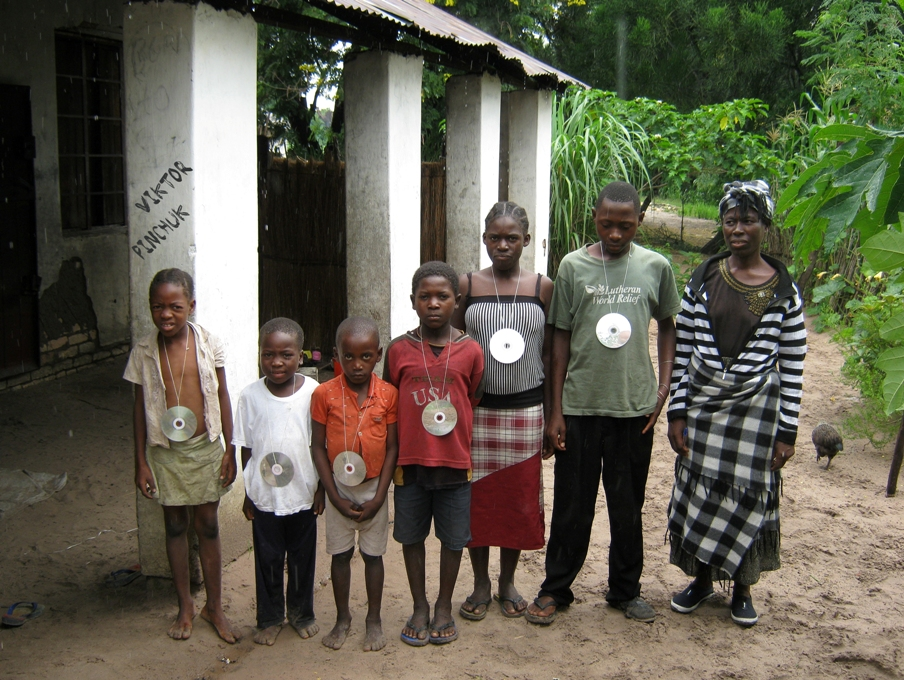
Люди лозі, Лімулунга, Замбія

Ло́зі (балозі, сілозі, розі, тозві, ротсе, баротсе, рутсе, кололо) — народ групи банту у Південній Африці.
Люди лозі населяють історичну область Баротселенд. Проживають: 473 000 в Західній і Південній провінціях Замбії (1993) або 5,6 % населення країни (дані 1986 року); 70 000 в Зімбабве (1982); 14 000 в Ботсвані (1993), невелика група в Намібії тощо. Загальна чисельність лозі (ротсе) — 557 000 осіб.
Мова лозі належить до центральної підгрупи мов банту.
Існує думка, що лозі виокремлені в народ британською адміністрацією з ряду причин і насправді є сумішшю трьох етнічних компонентів — народності луйяна (яка ще у XVII столітті створила державне утворення), бахурутсе (субетнічної групи народу тсвана) та макололо (субетнічної групи народу суто).
Наприкінці XIX століття не без підтримки британців лозі сформували міцне вождівство, а у 1890 році вожді лозі прийняли британський протекторат. Згодом, у 1911 році значна частина земель лозі увійшла в новостворену державу Північна Родезія. На початку 1960-х років, ще до проголошення незалежності Замбією, лозі організували сепаратистський рух за створення окремої держави лозі, але ця спроба була невдалою. Незалежною Замбія стала у 1964 році. А у 1969 році законодавчо були закріплені особливі права і деякі привілеї народу лозі.
Традиційні заняття народу лозі — тропічне землеробство з використанням складної дренажно-іригаційної системи (кукурудза, сорго, маніок, цукрова тростина), скотарство і риболовство, ремесла — плетіння, гончарство, чинбарство тощо. Поширене відходництво в міста й на ферми
Лозі до наших днів додержуються традиційних культів — культ предків, тотемізм.